# Kleinwolschendorf
Kleinwolschendorf ist ein Ortsteil der Stadt Zeulenroda-Triebes im Landkreis Greiz in Thüringen.

## Lage
Kleinwolschendorf liegt heute östlich der Talsperre Zeulenroda an der Landesstraße 2349, die von Zeulenroda in das Schleizer Oberland und nach Knau führt. Die Gemarkung des Dorfes liegt auf einem Plateau des Südostthüringer Schiefergebirges und reicht bis an den Stadtrand von Zeulenroda heran.

## Geschichte
Der ursprünglich als Runddorf angelegte Ort wurde 1414 erstmals urkundlich erwähnt. Neuere Literaturergebnisse weisen den 28. Mai 1399 nach. Die Kirche wurde 1728–30 errichtet, nachdem der Vorgängerbau durch einen Brand zerstört worden war. Von 1920 bis 1924 gehörte Kleinwolschendorf erstmals zur Stadt Zeulenroda. Durch den Bau der Talsperre Zeulenroda verlor der Ort etwa 100 ha landwirtschaftliche Nutzfläche sowie die Riedelmühle und die Starkenmühle im Weidatal. 1992 wurde Kleinwolschendorf nach Jahrzehnten der Selbstständigkeit erneut zu Zeulenroda eingemeindet. Das Dorf zählte 2012 etwa 120 Einwohner.

## Verkehr
Der nächste Bahnhof ist der Bahnhof Zeulenroda unt Bf an der Bahnstrecke Werdau–Weida–Mehltheuer; bis 1999 war der obere Bahnhof der Stadtbahn Zeulenroda die nächstgelegene Bahnstation.